# Eupithecia pretoriana
Eupithecia pretoriana là một loài bướm đêm trong họ Geometridae.